# Lolo Fernández
Teodoro Fernández Meyzán (San Vicente de Cañete, 20 de mayo de 1913-Lima, 17 de septiembre de 1996) fue un futbolista peruano que destacó como delantero. Toda su labor futbolística la cumplió como jugador del Club Universitario de Deportes de la Primera División del Perú. Es el máximo ídolo del cuadro crema y del fútbol peruano.
Inició su carrera como futbolista en marzo de 1930, jugando en el equipo de reservas de Universitario de Deportes y a finales de ese mismo año se convirtió en el goleador absoluto del torneo por lo que fue promovido al primer equipo. Su debut se produjo el 29 de noviembre de 1931, en un partido amistoso internacional ante Magallanes de Chile. Defendió la camiseta de Universitario durante veintitrés años ininterrumpidos. En ese período obtuvo seis títulos, consagrándose además como goleador del Campeonato Peruano de Fútbol en siete ocasiones.
Con la selección de fútbol del Perú disputó treinta y dos encuentros y anotó veinticuatro goles, siendo hasta la fecha el cuarto máximo goleador de la blanquirroja y el único de esta lista que tiene dos trofeos: la medalla de oro de los Juegos Bolivarianos de 1938 y el Campeonato Sudamericano 1939. Participó en los Juegos Olímpicos de Berlín 1936, en los Juegos Bolivarianos de 1938 y en seis ediciones del Campeonato Sudamericano de Selecciones (1935, 1937, 1939, 1941, 1942 y 1947), del cual es el tercer máximo goleador histórico con quince anotaciones.
Fue uno de los seleccionados del Perú y Chile que conformaron el denominado Combinado del Pacífico, integrado por futbolistas de los clubes Alianza Lima, Atlético Chalaco, Colo-Colo y Universitario de Deportes que entre septiembre de 1933 y marzo de 1934 disputaron treinta y nueve partidos amistosos en Europa, siendo el máximo goleador con cuarenta y ocho tantos.
En 1952, Universitario inauguró su propio estadio con el nombre de Lolo Fernández, siendo un caso único en el fútbol peruano y sudamericano: un recinto deportivo recibiendo el nombre de un futbolista en actividad. En ese mismo año recibió los Laureles Deportivos y en 2012 pasó a integrar el Salón de la Fama del Deporte Peruano.

## Biografía
Teodoro Fernández nació el 20 de mayo de 1913 en la Hacienda Hualcará en la localidad de San Vicente de Cañete. Fue el antepenúltimo de los ocho hijos que tuvo el matrimonio formado por Tomás Fernández Cisneros (administrador de la hacienda) y Raymunda Meyzán (ama de casa). Estudió primaria en la Escuela Fiscal No.1510 de Hualcará. Estuvo casado con Elvira Fernández Meyer, con quien contrajo matrimonio en 1937 y tuvo dos hijos: Teodoro y Marina.
Tras culminar su carrera como futbolista, Lolo pasó a recibir una pensión mensual de parte del club al cual defendió durante 23 años, Universitario de Deportes. El equipo también realizó una colecta para que pudiera tener su casa propia. A pesar de eso, trabajó en el Archivo de la Aduana del Callao, en tiendas de accesorios deportivos y escribiendo artículos en semanarios deportivos. Sus compañeros de trabajo lo recuerdan como «una persona amable y muy puntual». Durante los años 1970, dirigió algunas prácticas de las divisiones inferiores de Universitario, además instruyó a los jóvenes de la época. El reconocimiento logrado en años anteriores hizo que sea invitado a algunos programas de televisión en donde se le realizó diversos homenajes. El 30 de agosto de 1983, se realizó un partido amistoso en el Estadio Lolo Fernández conmemorando los 30 años de su retiro.
En ese mismo año, viajó a Estados Unidos para someterse a una operación. Unos años después (1989), fue internado en la Clínica Maison de Santé debido a su avanzada edad, en dicho lugar recibió la visita de familiares, amigos e hinchas de Universitario de Deportes. El martes 17 de septiembre de 1996, Fernández falleció a la edad de 83 años. A su sepelio asistieron personalidades de todas las edades, entre hinchas y aficionados del fútbol. Su ataúd fue cubierto con una bandera de Universitario, además el féretro se paseó por la cancha del Estadio Lolo Fernández, simulando una última vuelta olímpica. Al salir del estadio y yendo rumbo al cementerio, se intentó poner el féretro en la carroza pero la cantidad de personas obligó que sus restos fueran llevados a pie hasta la avenida Alfonso Ugarte. Sus restos fueron sepultados en el Cementerio Parque del Recuerdo del distrito de Lurín.

## Trayectoria

### Universitario de Deportes
En su niñez, Teodoro solía jugar al fútbol como cualquier otro niño, por aquel entonces se hacía muy complicado conseguir un balón y los niños se las arreglaban jugando con pelotas improvisadas o caseras. A su padre no le agradaba que jugase fútbol, pues decía que «su zapato derecho no le duraba nada y los izquierdos se quedaban nuevos». Todas las tardes junto con sus hermanos y con los hijos de los trabajadores y peones de la hacienda donde vivía se reunían para jugar en una pampa ubicada al lado de la capilla de la finca.

«Mi padre estaba decidido a que no siguiéramos jugando. Mayor fue su oposición cuando se enteró que en el ardor del juego nos originábamos algunas lesiones que luego tratábamos de ocultar. Pensó que abandonaríamos el fútbol ocultándonos los zapatos. Sin embargo, nos escapábamos y llegamos a acostumbrarnos a jugar sin zapatos.»
Alberto Fernández Meyzán.

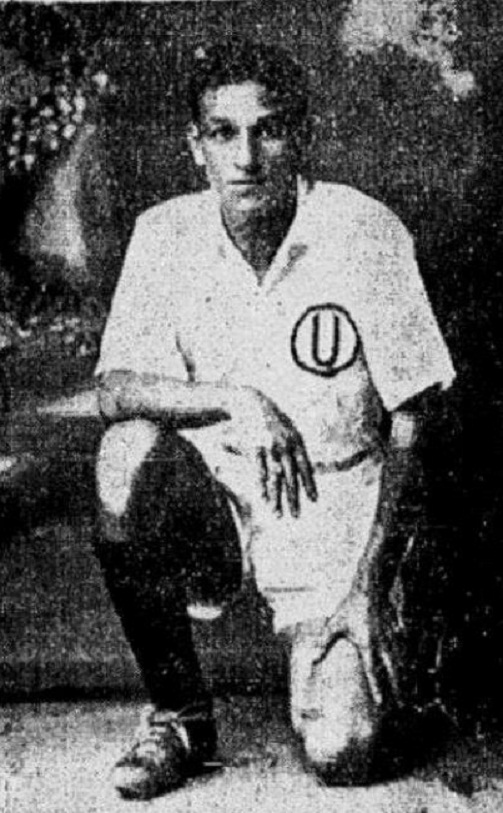
Lolo Fernández en 1931.

Mientras estudiaba en Cañete, junto con sus compañeros de clase formaron el club Huracán de Hualcará para representar a su hacienda y competir con otros clubes del Valle de Cañete. El debut se produjo el 30 de agosto de 1923 ante Alianza San Vicente, tras una primera parte decepcionante en la que ningún equipo había conseguido marcar, en el tiempo suplementario Lolo anotó el gol del triunfo después de un fuerte remate de larga distancia. Tras pasar casi toda su niñez en Cañete, fue enviado a la ciudad de Lima a los 16 años de edad para que continuara con sus estudios. En Lima fue recibido por su hermano mayor Arturo, quien por esos años defendía la camiseta de Ciclista Lima.
Debido a sus grandes actuaciones como zaguero, Arturo fue contratado por Universitario de Deportes. Un tiempo más tarde, llevó a Lolo a probarse al club estudiantil y el entonces presidente, el Doctor Plácido Galindo, lo vio jugar y sin mayor trámite, lo incluyó en la plantilla del equipo. Firmó su primer contrato profesional por la cantidad de 120 soles mensuales. En marzo de 1930, vistió la casaquilla crema por vez primera, inicialmente entró en la reserva y a finales de ese mismo año fue el goleador absoluto del torneo por lo que fue promovido al primer equipo.

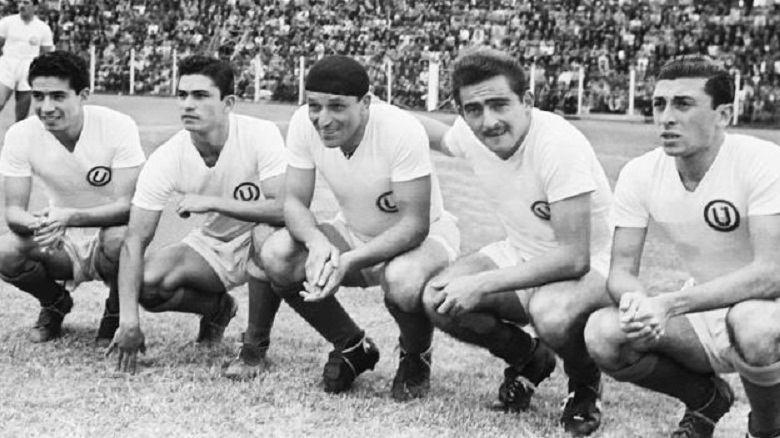
Fernández, Alberto Terry y otros jugadores de la «U».

Debutó con Universitario el 29 de noviembre de 1931, en un partido internacional ante Magallanes de Chile. Jugó como interior derecho, (al centro jugaba su hermano José), en ese encuentro anotó de cabeza el gol del triunfo de la «U», tras recibir un centro desde la izquierda por parte de Luis de Souza Ferreira, dejando al guardameta chileno en medio camino cuando salió a interceptar el pase. Su debut en un partido oficial se produjo el 26 de junio de 1932 frente a Sportivo Unión. El 10 de julio de ese mismo año, anotó seis goles en la goleada por 8:0 ante Circolo Sportivo Italiano.
En el torneo amateur de 1932, la «U» obtuvo el subcampeonato con cinco victorias y dos empates. Fernández fue el máximo goleador del campeonato con once goles en nueve partidos, coronándose por primera vez como goleador del fútbol peruano. Al año siguiente se repitió la historia, Universitario obtuvo el subcampeonato y Teodoro fue el goleador de la liga con nueve anotaciones.
El torneo de 1934 generó controversia debido a que, según las bases del campeonato, debían sumarse en una sola tabla los puntos obtenidos por los primeros equipos y una fracción de lo que obtenían sus reservas, por lo que supuestamente el título debió ser otorgado a Alianza Lima; sin embargo, los dirigentes del club reclamaron ante la Federación Peruana de Fútbol argumentando que el puntaje de las reservas tendría que agregarse después de dirimir quién ganaba el título de Primera. Se disputó un encuentro extra entre ambos equipos con victoria para los universitarios por marcador de 2:1, obteniendo así su segundo título nacional, reconocido oficialmente por la Federación Peruana de Fútbol y la Asociación Deportiva de Fútbol Profesional, además Teodoro fue el goleador del campeonato por tercera vez consecutiva.
El torneo amateur de 1935 sólo contó con la participación de cinco equipos: Alianza Lima, Sport Boys, Sportivo Tarapacá, Universitario y Mariscal Sucre. Se disputó entre el 15 de septiembre y el 20 de octubre. El único equipo que jugó todos sus encuentros fue Sport Boys. Los otros equipos sólo disputaron dos encuentros y no siguieron haciéndolo, ya que al haber ganado los rosados en todas sus presentaciones, se coronó campeón nacional; Universitario finalizó en el tercer lugar con tres puntos. En 1936 no se realizó el campeonato debido a la participación de la selección de fútbol del Perú en los Juegos Olímpicos de Berlín 1936. Un año después la «U» entrenada por el inglés Jack Greenwell, logró el tercer título de su historia deportiva. Consiguió nueve triunfos, tres empates y sólo dos derrotas, marcando treinta y dos goles, mientras que los rivales únicamente pudieron batir a su guardameta en catorce oportunidades. Lolo Fernández nuevamente fue el goleador con quince goles.

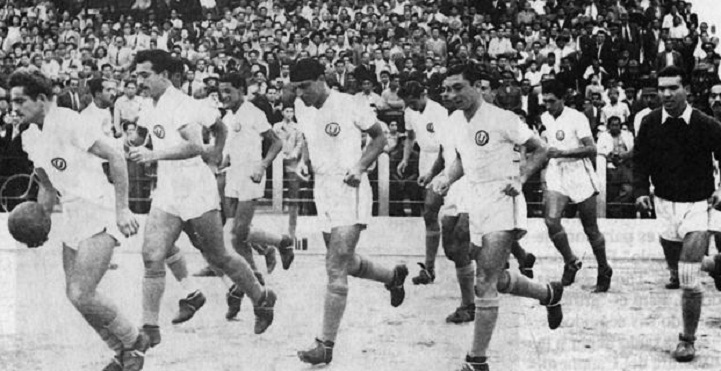
Lolo Fernández (al medio) junto al plantel de Universitario de Deportes en los años 1950.

El campeonato de 1941 contó con la participación de ocho clubes y se disputó mediante dos rondas con encuentros de ida y vuelta. Sin embargo, en la decimosegunda fecha el torneo fue suspendido debido a la participación de la selección peruana en el Campeonato Sudamericano de aquel año. Una vez reanudado, Universitario de Deportes consiguió el título tras vencer en los dos últimos encuentros a Atlético Chalaco y Alianza Lima por 1:0 y 3:1 respectivamente. En 1945 obtuvieron nuevamente el título nacional tras diez victorias, un empate y tres derrotas. El goleador del campeonato fue Lolo con dieciséis anotaciones.
En 1946, por primera vez el campeonato se disputó mediante el formato de tres rondas. El cuadro merengue consiguió su primer bicampeonato gracias al trío ofensivo formado por Víctor Espinoza, Lolo Fernández y Eduardo Fernández (entre los tres futbolistas marcaron cuarenta y un anotaciones). El club celebró sus bodas de plata y obtuvo el campeonato de 1949, tras vencer en su último encuentro a Atlético Chalaco. Los cremas, en el choque final, vencieron 4:3. A finales de los años 1940, Lolo no podía jugar con regularidad debido a las constantes lesiones que comenzó a sufrir sin embargo la disciplina del futbolista hizo que alterne en algunos compromisos.

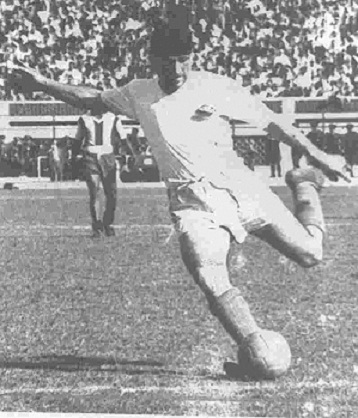
Teodoro Fernández en su último partido con la «U» en agosto de 1953.

Fernández se retiró del fútbol profesional el 30 de agosto de 1953 a la edad de 40 años, enfrentando en el recién inaugurado Estadio Nacional al clásico rival, Alianza Lima, al que derrotaron por marcador de 4:2 con tres goles de su autoría. En ese entonces, no era jugador habitual del equipo pero ante la lesión del delantero titular, fue tomado en cuenta para disputar los 90 minutos de tal partido. El primero de sus goles lo anotó en el minuto 27 del primer tiempo tras un fuerte remate de pierna derecha dentro del área, luego en el minuto tres del segundo tiempo y, en el minuto treinta, decretó el 4:2 final tras recibir un pase de Mario Osorio.

«Saldré con el entusiasmo de hace 20 años. Aunque las piernas no sean las mismas, el corazón sigue igual.»
Teodoro Fernández, horas antes de jugar su último partido ante Alianza Lima.

Al final del partido dio la vuelta olímpica y hasta fue saludado por sus adversarios. Dos meses después se realizó su despedida definitiva de las canchas, exactamente el 14 de octubre de 1953 ante la presencia de más de treinta mil aficionados que asistieron al Estadio Nacional. Aquella noche se programaron dos encuentros, jugando en primer turno la selección de la Hacienda Hualcará contra un equipo de veteranos denominado Los Olímpicos, donde sobresalía Adelfo Magallanes Campos quien anotó el único gol de su equipo. Pero los de Hualcará, rindiéndole un homenaje a Lolo, convirtieron dos tantos y ganaron el encuentro.
En el segundo partido se enfrentaron Universitario y Centro Iqueño, aunque Teodoro sólo se mantuvo en el campo durante los primeros seis minutos, ya que en ese justo momento el locutor del estadio anunció la despedida definitiva del Cañonero. Se quitó la camiseta crema y se la entregó a Manuel Arce, que ingresó en su lugar. El encuentro continuó y finalizó con triunfo universitario por 5:2.

### Selección de fútbol del Perú
Fue internacional con la selección de fútbol del Perú en treinta y dos ocasiones y marcó veinticuatro goles. Su debut se produjo el 13 de enero de 1935 en un partido ante la selección de Uruguay, válido por el Campeonato Sudamericano de ese año, que finalizó con victoria para los uruguayos por marcador de 1:0. Su primer gol lo anotó siete días después ante el seleccionado de Argentina.

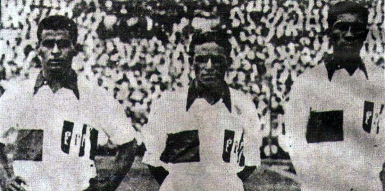
Jorge Alcalde, Teodoro Fernández y Alejandro Villanueva integrantes de la plantilla que disputó el Campeonato Sudamericano 1935.

Un año más tarde integró la selección peruana que participó en los Juegos Olímpicos de Berlín 1936, alcanzando las semifinales luego de vencer cómodamente a Finlandia por marcador de 7:3, con cinco goles de Teodoro y dos de Alejandro Villanueva, y a Austria por 4:2, luego de ir perdiendo 2:0 y lograr empatar en los últimos quince minutos del tiempo reglamentario. Esto provocó una supuesta invasión del campo de juego por parte de los aficionados peruanos que se encontraban en el estadio.
En el tiempo extra Perú logró anotar dos goles más, obteniendo la victoria. Sin embargo, Austria protestó ante la FIFA y se ordenó disputar un partido de revancha sin espectadores, situación ante la cual el gobierno peruano decidió que toda la delegación nacional abandonara el evento deportivo, dando como ganadores del encuentro a los austriacos. En esos Juegos Olímpicos anotó 6 goles.

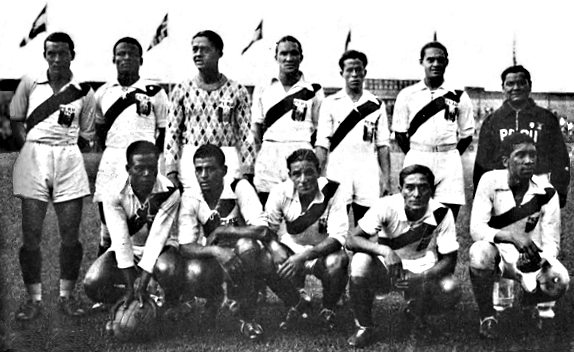
Fernández Meyzán (el tercero de los de abajo) junto con la selección peruana que participó en los Juegos Olímpicos de 1936.

En el Campeonato Sudamericano 1937 disputó cuatro partidos y anotó dos goles el primero ante Brasil y el segundo ante Uruguay. En 1938, con la mayoría de los «futbolistas olímpicos» y tras vencer con facilidad a las selecciones de Colombia, Ecuador, Bolivia y Panamá, Perú obtuvo la medalla de oro en los I Juegos Bolivarianos anotando dieciocho goles en los cuatro encuentros.
En 1939 consiguió su primer título internacional de gran envergadura: el Campeonato Sudamericano que se realizó en la ciudad de Lima. La selección disputó cuatro partidos en el torneo y los ganó todos, 5:2 a Ecuador, 3:1 a Chile, 3:0 a Paraguay y 2:1 a Uruguay. Teodoro Fernández fue el máximo goleador del campeonato con siete tantos, además fue elegido como el mejor futbolista del torneo.
Durante la década de 1940, Fernández participó con la selección peruana en tres ediciones más del Campeonato Sudamericano. La primera de ellas en el Campeonato Sudamericano 1941 realizado en Chile, donde disputó cuatro encuentros y marcó tres anotaciones. La segunda en el Campeonato Sudamericano 1942 de Uruguay llegando a anotar dos goles en tres partidos. Y su última participación internacional con la selección se dio en el Campeonato Sudamericano 1947 de Ecuador, disputando tres encuentros y sin marcar goles. Su último partido lo disputó el 20 de diciembre de 1947 ante los locales con empate a cero.

## Estadísticas

### Clubes
| Club                      | País | Año         | Partidos | Goles | Promedio |
| ------------------------- | ---- | ----------- | -------- | ----- | -------- |
| Universitario de Deportes | Perú | 1930 - 1953 | 180      | 161   | 0,89     |

### Selección nacional
| Selección del Perú · Perú | 1935          | — | — | 3  | 1  | — | — | — | — | 3  | 1  | 0,33 |
| Selección del Perú · Perú | 1936          | — | — | 1  | 1  | — | — | 2 | 6 | 3  | 7  | 2,33 |
| Selección del Perú · Perú | 1937          | — | — | 3  | 1  | — | — | — | — | 3  | 1  | 0,33 |
| Selección del Perú · Perú | 1938          | — | — | —  | —  | 3 | 3 | — | — | 3  | 3  | 1,00 |
| Selección del Perú · Perú | 1939          | — | — | 4  | 7  | — | — | — | — | 4  | 7  | 1,75 |
| Selección del Perú · Perú | 1941          | 3 | 0 | 4  | 3  | — | — | — | — | 7  | 3  | 0,43 |
| Selección del Perú · Perú | 1942          | — | — | 6  | 2  | — | — | — | — | 6  | 2  | 0,33 |
| Selección del Perú · Perú | 1947          | — | — | 3  | 0  | — | — | — | — | 3  | 0  | 0,00 |
| Total carrera             | Total carrera | 3 | 0 | 24 | 15 | 3 | 3 | 2 | 6 | 32 | 24 | 0,75 |
| 1. 2. 3. 4. 5.            |               |   |   |    |    |   |   |   |   |    |    |      |

#### Detalle
| Cronología completa de los partidos con la selección de fútbol del Perú | Cronología completa de los partidos con la selección de fútbol del Perú | Cronología completa de los partidos con la selección de fútbol del Perú | Cronología completa de los partidos con la selección de fútbol del Perú | Cronología completa de los partidos con la selección de fútbol del Perú | Cronología completa de los partidos con la selección de fútbol del Perú | Cronología completa de los partidos con la selección de fútbol del Perú | Cronología completa de los partidos con la selección de fútbol del Perú |
| Fecha                                                                   | Ciudad                                                                  | Local                                                                   | Resultado                                                               | Visitante                                                               | Competición                                                             | Goles                                                                   |                                                                         |
| ----------------------------------------------------------------------- | ----------------------------------------------------------------------- | ----------------------------------------------------------------------- | ----------------------------------------------------------------------- | ----------------------------------------------------------------------- | ----------------------------------------------------------------------- | ----------------------------------------------------------------------- | ----------------------------------------------------------------------- |
| 13-01-1935                                                              | Lima                                                                    | Uruguay                                                                 | 1:0                                                                     | Perú                                                                    | Campeonato Sudamericano 1935                                            | 0                                                                       |                                                                         |
| 20-01-1935                                                              | Lima                                                                    | Argentina                                                               | 4:1                                                                     | Perú                                                                    | Campeonato Sudamericano 1935                                            | 1                                                                       |                                                                         |
| 26-01-1935                                                              | Lima                                                                    | Perú                                                                    | 1:0                                                                     | Chile                                                                   | Campeonato Sudamericano 1935                                            | 0                                                                       |                                                                         |
| 06-08-1936                                                              | Berlín                                                                  | Perú                                                                    | 7:3                                                                     | Finlandia                                                               | Juegos Olímpicos de Berlín 1936                                         | 5                                                                       |                                                                         |
| 08-08-1936                                                              | Berlín                                                                  | Perú                                                                    | 4:2                                                                     | Austria                                                                 | Juegos Olímpicos de Berlín 1936                                         | 1                                                                       |                                                                         |
| 27-12-1936                                                              | Buenos Aires                                                            | Brasil                                                                  | 3:2                                                                     | Perú                                                                    | Campeonato Sudamericano 1937                                            | 1                                                                       |                                                                         |
| 06-01-1937                                                              | Buenos Aires                                                            | Uruguay                                                                 | 4:2                                                                     | Perú                                                                    | Campeonato Sudamericano 1937                                            | 1                                                                       |                                                                         |
| 16-01-1937                                                              | Buenos Aires                                                            | Argentina                                                               | 1:0                                                                     | Perú                                                                    | Campeonato Sudamericano 1937                                            | 0                                                                       |                                                                         |
| 21-01-1937                                                              | Buenos Aires                                                            | Perú                                                                    | 2:2                                                                     | Chile                                                                   | Campeonato Sudamericano 1937                                            | 0                                                                       |                                                                         |
| 08-08-1938                                                              | Bogotá                                                                  | Perú                                                                    | 4:2                                                                     | Colombia                                                                | Juegos Bolivarianos de 1938                                             | 2                                                                       |                                                                         |
| 14-08-1938                                                              | Bogotá                                                                  | Perú                                                                    | 3:0                                                                     | Bolivia                                                                 | Juegos Bolivarianos de 1938                                             | 1                                                                       |                                                                         |
| 17-08-1938                                                              | Bogotá                                                                  | Perú                                                                    | 2:1                                                                     | Venezuela                                                               | Juegos Bolivarianos de 1938                                             | 0                                                                       |                                                                         |
| 15-01-1939                                                              | Lima                                                                    | Perú                                                                    | 5:2                                                                     | Ecuador                                                                 | Campeonato Sudamericano 1939                                            | 3                                                                       |                                                                         |
| 22-01-1939                                                              | Lima                                                                    | Perú                                                                    | 3:1                                                                     | Chile                                                                   | Campeonato Sudamericano 1939                                            | 2                                                                       |                                                                         |
| 29-01-1939                                                              | Lima                                                                    | Perú                                                                    | 3:0                                                                     | Paraguay                                                                | Campeonato Sudamericano 1939                                            | 2                                                                       |                                                                         |
| 12-02-1939                                                              | Lima                                                                    | Perú                                                                    | 2:1                                                                     | Uruguay                                                                 | Campeonato Sudamericano 1939                                            | 0                                                                       |                                                                         |
| 19-01-1941                                                              | Lima                                                                    | Perú                                                                    | 1:1                                                                     | Argentina                                                               | Copa Roque Sáenz Peña                                                   | 0                                                                       |                                                                         |
| 26-01-1941                                                              | Lima                                                                    | Perú                                                                    | 1:1                                                                     | Argentina                                                               | Copa Roque Sáenz Peña                                                   | 0                                                                       |                                                                         |
| 29-01-1941                                                              | Lima                                                                    | Perú                                                                    | 0:3                                                                     | Argentina                                                               | Copa Roque Sáenz Peña                                                   | 0                                                                       |                                                                         |
| 09-02-1941                                                              | Santiago                                                                | Chile                                                                   | 1:0                                                                     | Perú                                                                    | Campeonato Sudamericano 1941                                            | 0                                                                       |                                                                         |
| 12-02-1941                                                              | Santiago                                                                | Argentina                                                               | 2:1                                                                     | Perú                                                                    | Campeonato Sudamericano 1941                                            | 0                                                                       |                                                                         |
| 23-02-1941                                                              | Santiago                                                                | Perú                                                                    | 4:0                                                                     | Ecuador                                                                 | Campeonato Sudamericano 1941                                            | 3                                                                       |                                                                         |
| 26-02-1941                                                              | Santiago                                                                | Uruguay                                                                 | 2:0                                                                     | Perú                                                                    | Campeonato Sudamericano 1941                                            | 0                                                                       |                                                                         |
| 18-01-1942                                                              | Montevideo                                                              | Paraguay                                                                | 1:1                                                                     | Perú                                                                    | Campeonato Sudamericano 1942                                            | 0                                                                       |                                                                         |
| 21-01-1942                                                              | Montevideo                                                              | Brasil                                                                  | 2:1                                                                     | Perú                                                                    | Campeonato Sudamericano 1942                                            | 1                                                                       |                                                                         |
| 25-01-1942                                                              | Montevideo                                                              | Argentina                                                               | 3:1                                                                     | Perú                                                                    | Campeonato Sudamericano 1942                                            | 1                                                                       |                                                                         |
| 28-01-1942                                                              | Montevideo                                                              | Perú                                                                    | 2:1                                                                     | Ecuador                                                                 | Campeonato Sudamericano 1942                                            | 0                                                                       |                                                                         |
| 01-02-1942                                                              | Montevideo                                                              | Uruguay                                                                 | 3:0                                                                     | Perú                                                                    | Campeonato Sudamericano 1942                                            | 0                                                                       |                                                                         |
| 07-02-1942                                                              | Montevideo                                                              | Perú                                                                    | 0:0                                                                     | Chile                                                                   | Campeonato Sudamericano 1942                                            | 0                                                                       |                                                                         |
| 06-12-1947                                                              | Guayaquil                                                               | Perú                                                                    | 2:2                                                                     | Paraguay                                                                | Campeonato Sudamericano 1947                                            | 0                                                                       |                                                                         |
| 11-12-1947                                                              | Guayaquil                                                               | Argentina                                                               | 3:2                                                                     | Perú                                                                    | Campeonato Sudamericano 1947                                            | 0                                                                       |                                                                         |
| 20-12-1947                                                              | Guayaquil                                                               | Ecuador                                                                 | 0:0                                                                     | Perú                                                                    | Campeonato Sudamericano 1947                                            | 0                                                                       |                                                                         |
| Total de partidos                                                       | Total de partidos                                                       | 32                                                                      | 32                                                                      | 32                                                                      | Total de goles                                                          | 24                                                                      |                                                                         |

### Resumen estadístico
| Club y selección          | Partidos | Goles | Promedio |
| ------------------------- | -------- | ----- | -------- |
| Universitario de Deportes | 180      | 161   | 0,89     |
| Selección del Perú        | 32       | 24    | 0,75     |
| Total                     | 212      | 185   | 0,87     |

## Palmarés

### Títulos nacionales
| Título                       | Club                      | País | Año  |
| ---------------------------- | ------------------------- | ---- | ---- |
| Torneo de Reservas           | Universitario de Deportes | Perú | 1930 |
| Campeonato Peruano de Fútbol | Universitario de Deportes | Perú | 1934 |
| Campeonato Peruano de Fútbol | Universitario de Deportes | Perú | 1939 |
| Campeonato Peruano de Fútbol | Universitario de Deportes | Perú | 1941 |
| Campeonato Peruano de Fútbol | Universitario de Deportes | Perú | 1945 |
| Campeonato Peruano de Fútbol | Universitario de Deportes | Perú | 1946 |
| Campeonato Peruano de Fútbol | Universitario de Deportes | Perú | 1949 |

### Títulos internacionales
| Título                  | Equipo             | País | Año  |
| ----------------------- | ------------------ | ---- | ---- |
| Juegos Bolivarianos     | Selección del Perú | Perú | 1938 |
| Campeonato Sudamericano | Selección del Perú | Perú | 1939 |

### Distinciones individuales
| Distinción                                 | Año  |
| ------------------------------------------ | ---- |
| Goleador del Torneo de Reservas.           | 1930 |
| Goleador del Campeonato Peruano de Fútbol. | 1932 |
| Goleador del Campeonato Peruano de Fútbol. | 1933 |
| Goleador del Campeonato Peruano de Fútbol. | 1934 |
| Goleador del Combinado del Pacífico.       | 1935 |
| Goleador del Campeonato Peruano de Fútbol. | 1939 |
| Goleador del Campeonato Sudamericano.      | 1939 |
| Mejor Jugador del Campeonato Sudamericano. | 1939 |
| Goleador del Campeonato Peruano de Fútbol. | 1940 |
| Goleador del Campeonato Peruano de Fútbol. | 1942 |
| Goleador del Campeonato Peruano de Fútbol. | 1945 |

## Condecoraciones
| Condecoración                         | Año  |
| ------------------------------------- | ---- |
| Laureles Deportivos.                  | 1952 |
| Salón de la Fama del Deporte Peruano. | 2012 |

## Homenajes
Teodoro Fernández recibió diversos homenajes tanto en vida como después de su fallecimiento. El 27 de octubre de 1952 durante la inauguración del Estadio Nacional del Perú, recibió la máxima distinción que un deportista peruano puede recibir de parte del Estado, el entonces presidente del Perú Manuel Odría le entregó los Laureles Deportivos en Primera Clase, por su destacada trayectoria en el balompié peruano. Unos meses antes, el Club Universitario de Deportes bautizó a su nuevo estadio con su nombre, el cual fue inaugurado oficialmente el 20 de julio del mismo año, con un partido amistoso ante la Universidad de Chile. El Coliseo Municipal de la ciudad de San Vicente de Cañete también lleva su nombre, así como una sección de la Clínica Maison de Santé, donde pasó sus últimos meses de vida.

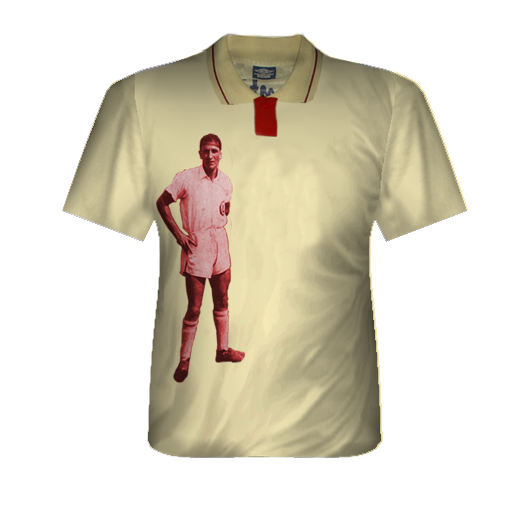
Camiseta en homenaje a Teodoro Fernández utilizada en 1997.

El compositor peruano Lorenzo Humberto Sotomayor le dedicó la polca Lolo Fernández, otro tema en su honor es la polca El Taita Lolo Fernández con música de Alcides Carreño y letra de Fernando Soria. En septiembre de 1996, una semana después de su fallecimiento, durante un partido ante Ciclista Lima el club Alianza Lima —clásico rival de Universitario— desplegó una banderola con la frase Lolo Hasta Siempre Alianza Presente. El 17 de septiembre de 1997, durante un partido ante Sporting Cristal por el Torneo Clausura de aquel año, los futbolistas de Universitario utilizaron una camiseta con su imagen estampada en el pecho.
En el año 2013 con motivo del centenario de su nacimiento, la galería Chermany Inks: La Kasa Roja presentó una exposición de pinturas realizadas por nueve artistas en homenaje a Fernández. Universitario de Deportes organizó un festival denominado Universo Crema, en el cual se realizaron diversas actividades como conversatorios, conciertos, firma de autógrafos y una serenata, además fue develada una estatua de mármol de ocho metros de altura con la figura del Cañonero y una camiseta de edición limitada con un diseño que se asemejó a las camisetas de antaño usadas por el futbolista. También organismos como el Congreso de la República, la Municipalidad Metropolitana de Lima y la Municipalidad Provincial de Cañete realizaron reconocimientos por su trayectoria futbolística.
Los miembros de la Trinchera Norte junto con algunos futbolistas del club confeccionaron la bandera más grande del país, la cual mide aproximadamente 100 metros de largo por 45 metros de ancho y cubre en su totalidad la tribuna norte del Estadio Monumental. El 25 de mayo de 2013, cinco días después de su centenario, la bandera fue desplegada en el partido que el equipo merengue venció por 2:0 a la Universidad de San Martín. En 2015 el Colectivo de Hinchas y Socios de Universitario de Deportes de Trujillo presentó un mural de 6 metros de largo por 2,5 metros de alto que estuvo ubicado en la cuadra 5 del Jirón Pizarro del centro histórico de dicha ciudad.

## Curiosidades

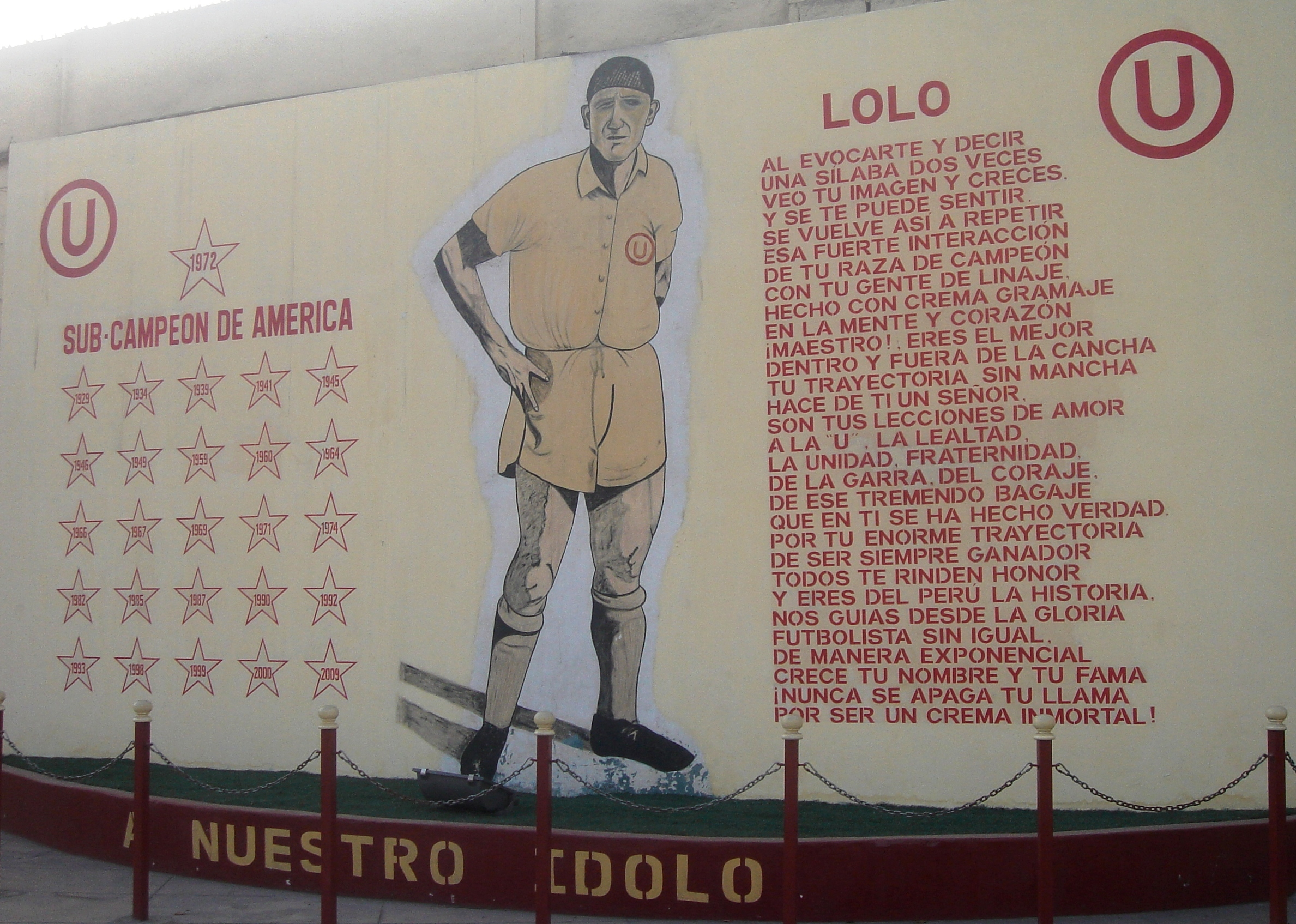
Mural ubicado en el Estadio Lolo Fernández con la imagen del ídolo del club.

El trío de hermanos Fernández Meyzán, conformado por Arturo, Eduardo y Teodoro, fueron los primeros familiares en obtener un título en Universitario de Deportes. Arturo y Lolo celebraron juntos seis campeonatos. En 1934 y 1939 como compañeros de equipo, luego en 1941, 1945, 1946 y 1949 Arturo festejó como entrenador, mientras que Teodoro continuaba haciéndolo desde el gramado de juego. Eduardo, también fue partícipe de dos campeonatos al lado de sus parientes, en los años de 1945 y 1946.
A pesar de haber permanecido durante toda su carrera en Universitario, reforzó varios equipos para disputar partidos amistosos. En los años 1930, Lolo junto con otros futbolistas de la «U» como Orestes Jordán, Vicente Arce, Carlos Tovar y Arturo Fernández reforzaron a Alianza Lima para representar al Perú en una gira que realizaron en Chile. También reforzó a Sport Boys, Banfield, Racing Club y Colo-Colo, el presidente de este último club le ofreció un cheque en blanco para que dejara Universitario sin embargo rechazó la oferta, así como también rechazó las propuestas hechas por otros equipos como San Lorenzo de Almagro, Racing Club, Peñarol y R. C. Paris.
Debido a la potencia de sus remates se dice que sus disparos eran temidos por los guardametas rivales, incluso se conoce que en más de una vez rompió las redes de los arcos del Antiguo Estadio Nacional del Perú. Lolo Fernández es el futbolista peruano del que más libros se han escrito.

## Récords
Con Universitario de Deportes

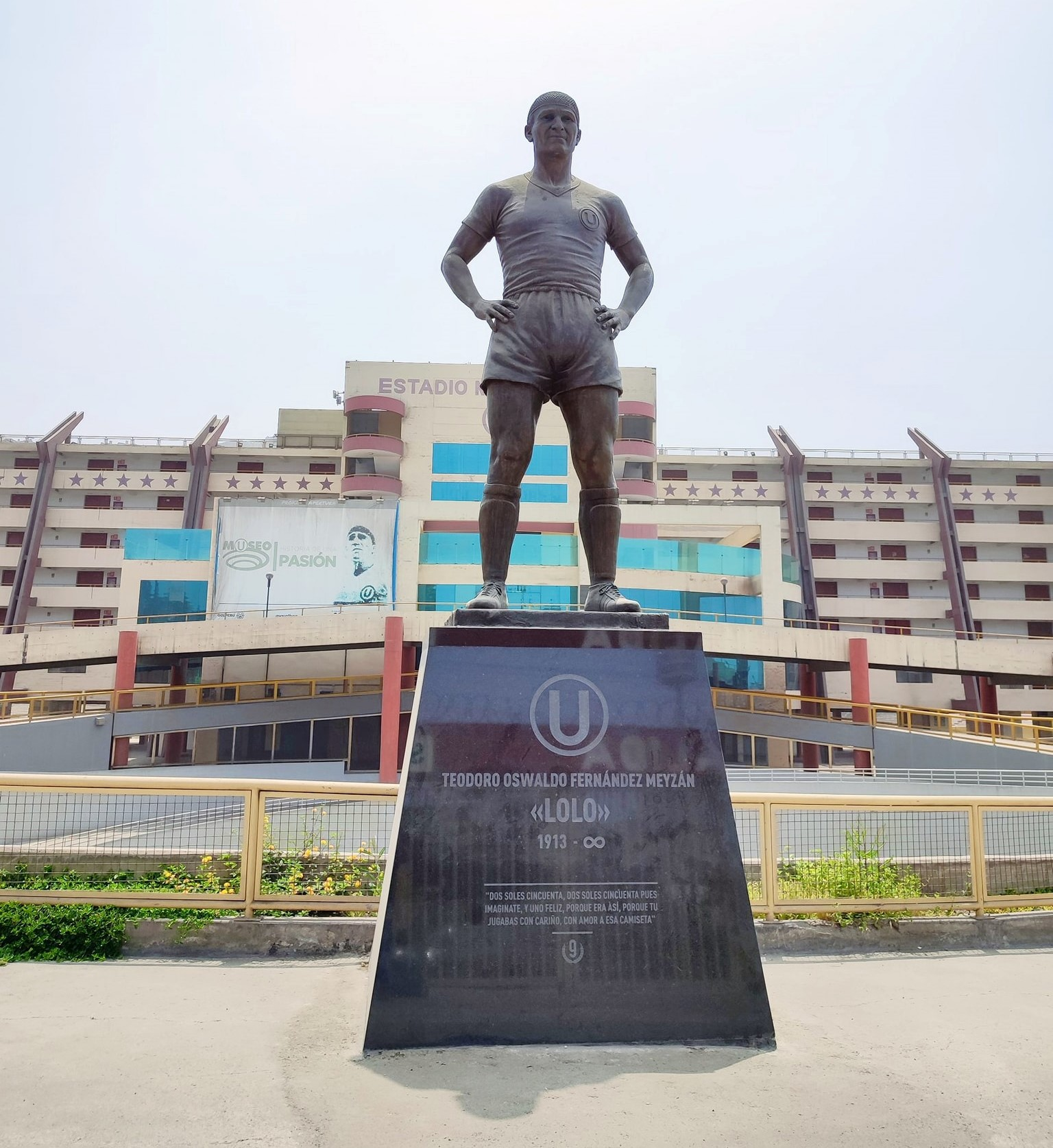
Estatua de Lolo Fernández en el Estadio Monumental.

- Goleador histórico del Club Universitario de Deportes (161 goles).[76]
- Goleador histórico del clásico del fútbol peruano (29 goles).[77]
- Futbolista que más veces fue el máximo goleador del Campeonato Peruano de Fútbol (7 veces).[16]
- Goleador del Campeonato Peruano de Fútbol por tres años consecutivos (1932, 1933 y 1934).[Nota 3]

Con la selección de fútbol del Perú
- Goleador histórico de la selección peruana en los Juegos Olímpicos (6 goles).
- Futbolista de la selección peruana que más goles convirtió en un partido oficial (5 goles).
- Futbolista de la selección peruana con más goles anotados en el Campeonato Sudamericano de Selecciones (15 goles).[78]
- Futbolista de la selección peruana con más partidos disputados en el Campeonato Sudamericano de Selecciones (24 partidos).[79]
- Tercer goleador histórico del Campeonato Sudamericano de Selecciones (15 goles).[19][Nota 4]
- Cuarto goleador histórico de la selección peruana (24 goles).[18][Nota 5]
- Primer futbolista peruano en anotar un triplete en el Campeonato Sudamericano de Selecciones.[80]
- Primer futbolista en lograr una tripleta en dos ediciones consecutivas del Campeonato Sudamericano de Selecciones (1939 y 1941).